# Bardonecchia - Val Fredda
Bardonecchia - Val Fredda este o arie protejată (arie specială de conservare — SAC, sit de importanță comunitară — SCI) din Italia întinsă pe o suprafață de 1.686 ha, integral pe uscat.

## Localizare
Centrul sitului Bardonecchia - Val Fredda este situat la coordonatele 45°05′55″N 6°48′17″E / 45.098611°N 6.804722°E.

## Înființare
Situl Bardonecchia - Val Fredda a fost declarat sit de importanță comunitară în septembrie 1995 pentru a proteja 10 specii de animale. Situl a fost protejat și ca arie specială de conservare în iulie 2016.

## Biodiversitate
Situată în ecoregiunea alpină, aria protejată conține 4 habitate naturale: Pajiști alpine și boreale, Pajiști alpine și subalpine calcaroase, Formațiuni pioniere alpine de Caricion bicoloris-atrofuscae, Păduri alpine de Larix decidua și/sau Pinus cembra.
La baza desemnării sitului se află mai multe specii protejate:
- păsări (8): acvilă de munte (Aquila chrysaetos), cocor (Grus grus), zăgan (Gypaetus barbatus), vulturul pleșuv sur (Gyps fulvus), Lagopus muta helvetica, sfrâncioc roșiatic (Lanius collurio), Lyrurus tetrix tetrix, Pyrrhocorax pyrrhocorax
- mamifere (1): lupul (Canis lupus)
- nevertebrate (1): fluturele auriu (Euphydryas aurinia)

Pe lângă speciile protejate, pe teritoriul sitului au mai fost identificate 5 specii de plante, 1 specie de amfibieni, 3 specii de mamifere, 10 specii de nevertebrate.